# 도미오카촌 (미야기현)
도미오카촌(富岡村)은 미야기현 시바타군 북동부에 있던 촌이다. 현재의 무라타정 및 가와사키정에 해당한다.

## 역사
- 1889년 4월 1일 - 정촌제 시행에 수반해 도미오카촌이 성립하였다.
- 1955년 4월 20일 - 구 지쿠라촌 지역(37.05㎢, 2,747명)이 가와사키정(川崎町)과 합병해 신제 가와사키정(川崎町)의 일부로, 구 스가오촌 지역(13.74㎢, 1,460명)은 무라타정(村田町), 누마나베촌(沼辺村)와 합병하여 신제 무라타정(村田町)의 일부가 되었다.

## 지역

### 인구
| 1920년 | 3,005명 |  |
| 1925년 | 3,177명 |  |
| 1930년 | 3,381명 |  |
| 1935년 | 3,400명 |  |
| 1940년 | 3,334명 |  |
| 1947년 | 4,090명 |  |
| 1950년 | 4,162명 |  |

※국제조사로부터

## 참고문헌
- 『宮城県町村合併誌』（宮城県地方課、1958年）
- 『川崎町史』通史編（宮城県柴田郡川崎町、1975年）
- 『村田町史』（宮城県柴田郡村田町、1977年）